# Annie Oliv
Annie Oliv, née le 12 octobre 1987 à Jönköping en Suède, est une suédoise participante à l'élection Miss Monde 2007 à Sanya en Chine.
Elle a terminé à la 3e place.

## Biographie
Elle a terminé ses études secondaires supérieures et un an à l'école de Ballet Royal.
Elle a travaillé comme assistante personnel pour les handicapés à Göteborg.

## Melodifestivalen 2008
Le 23 février 2008, Oliv a participé aux Melodifestivalen 2008, jouant du violoncelle lors du passage du groupe Mickey Huskic, qui a été éliminé au premier tour, finissant 7e.